# Gražiškiai
Gražiškiai, polsky Grażyszki a rusky Гражишкай, je malé město v obci/seniorátu Gražiškių seniūnija, na pravém břehu řeky Širvinta, v okrese Vilkaviškis v Marijampolském kraji v jižní Litvě. Leží poblíž křižovatky silnic č. 200 (Kalvarija-Gražiškiai-Vištytis) a číslo 185 (Gražiškiai-Užbaliai-Vilkaviškis). Je to centrum seniūnije.

## Další informace
První písemná zmínka pochází z roku 1598. Za časů tzv. Kongresového Polského království to bylo sídlo gminy Wojtkobole. V období Sovětského svazu město patřilo do Litevské sovětské socialistické republiky a bylo centrem místního kolchozu. Ve městě je místní úřad, pošta, škola, tělocvična, hřiště, knihovna, kulturní dům, zděný kostel Archanděla Michaela (Šv. arkangelo Mykolo bažnyčia – stavěl se v letech 1877–1881 na místě vyhořelého kostela), hřbitov, vodojem, obchod, památník z bludného balvanu se znakem města (vztyčen u příležitosti 400. výročí založení města v roce 2002), socha anděla z roku 2009 vyzývající k návratu do vlasti aj. V roce 2001 město získalo svůj znak. Město má také bohaté folklórní tradice.

## Galerie

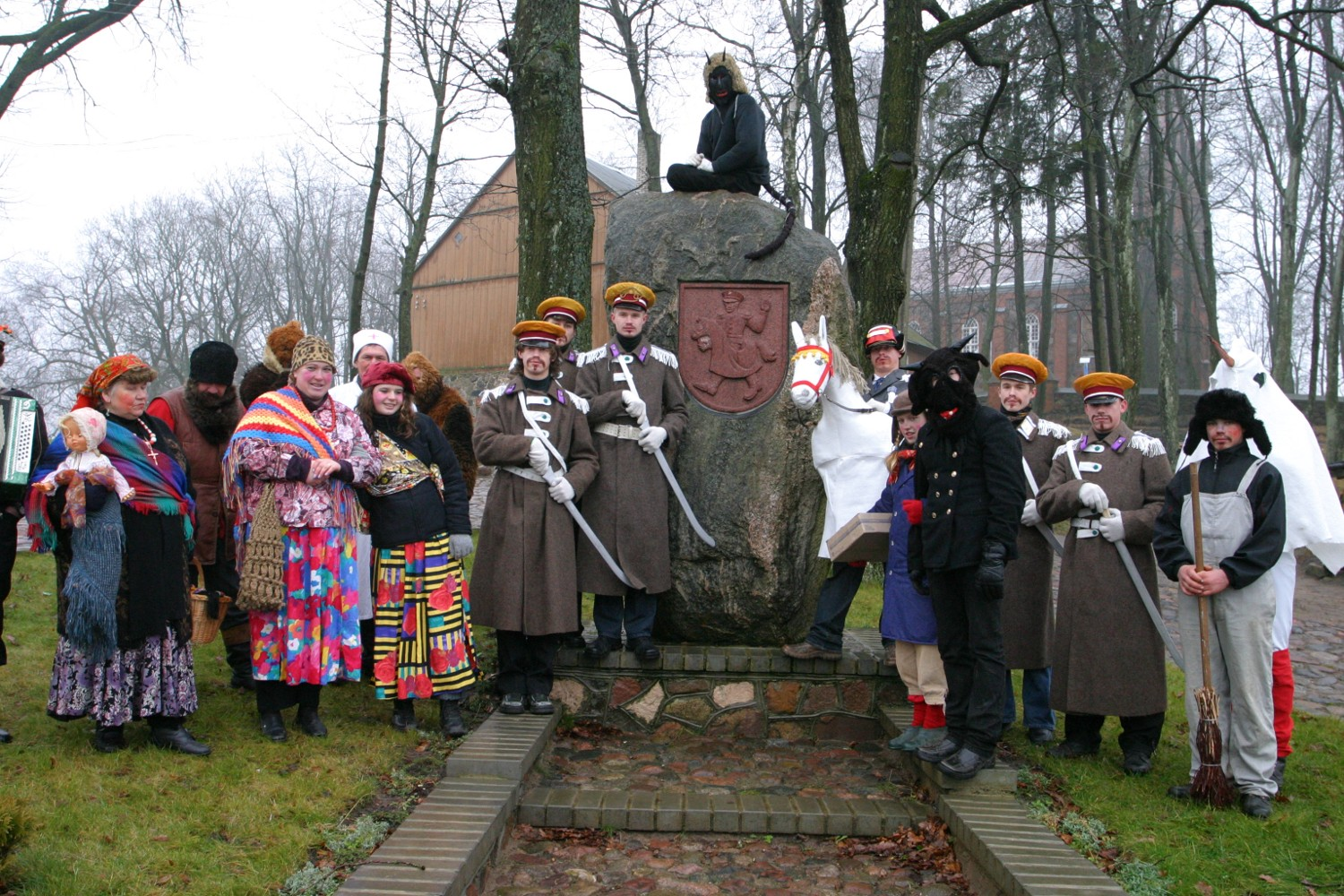
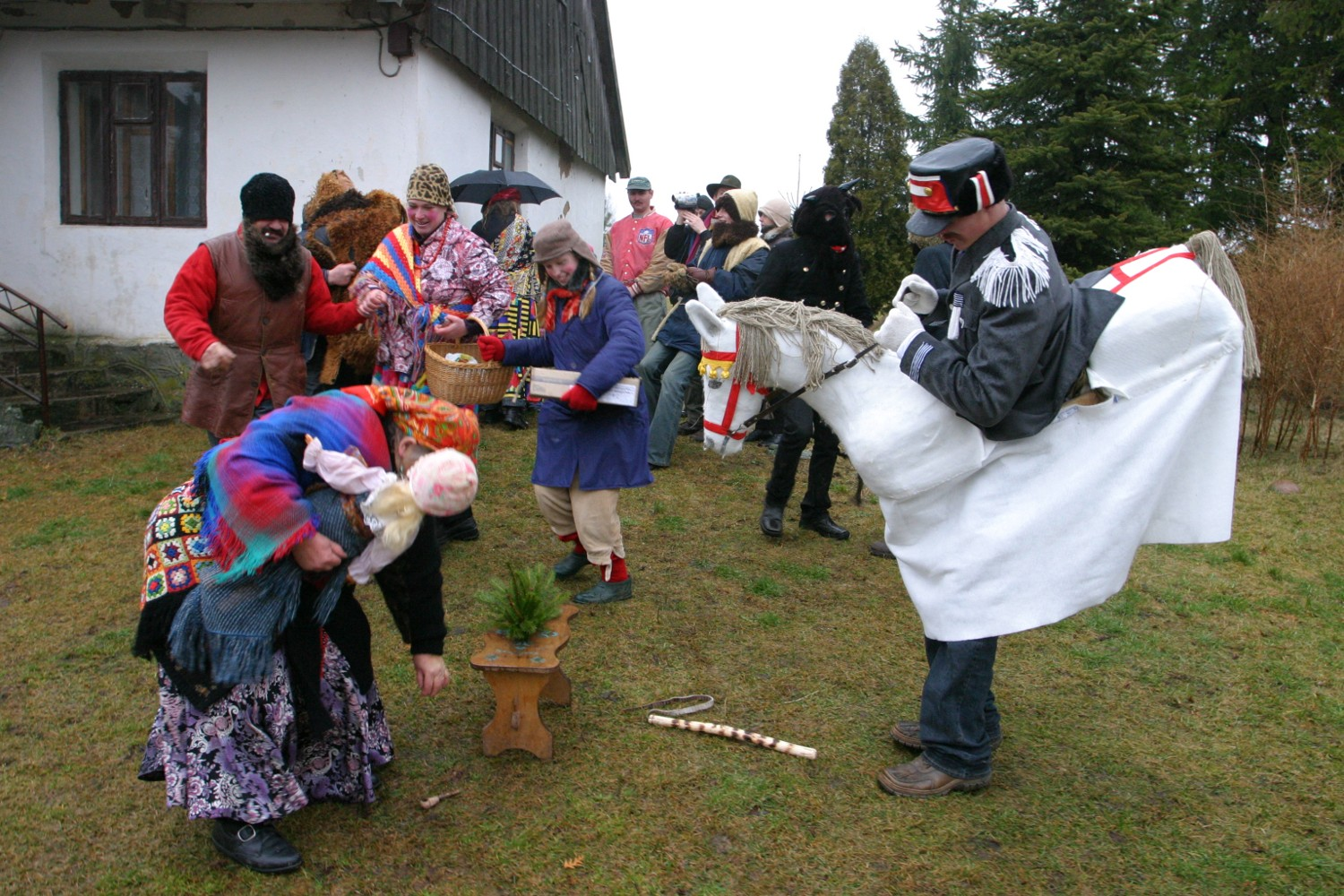
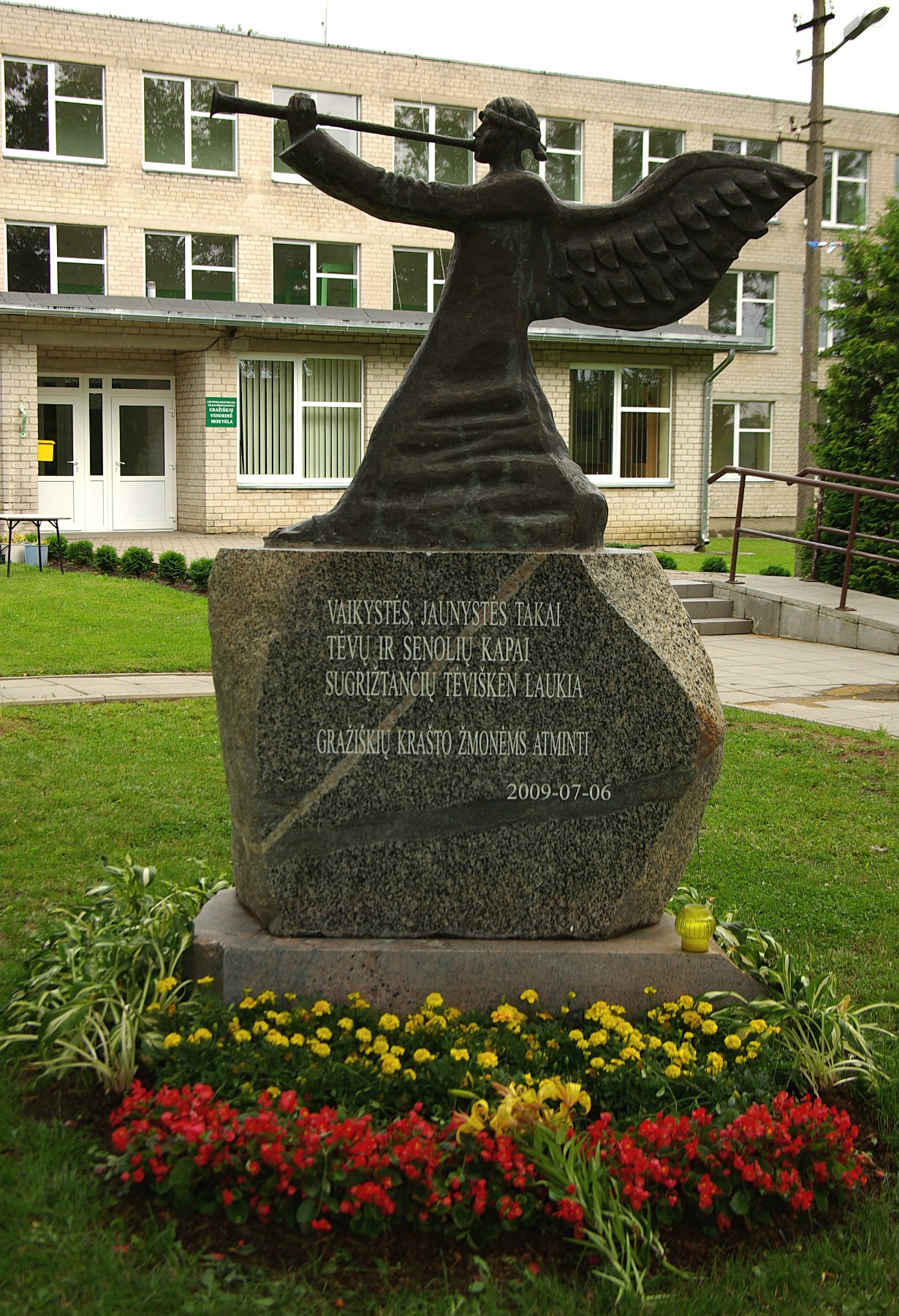
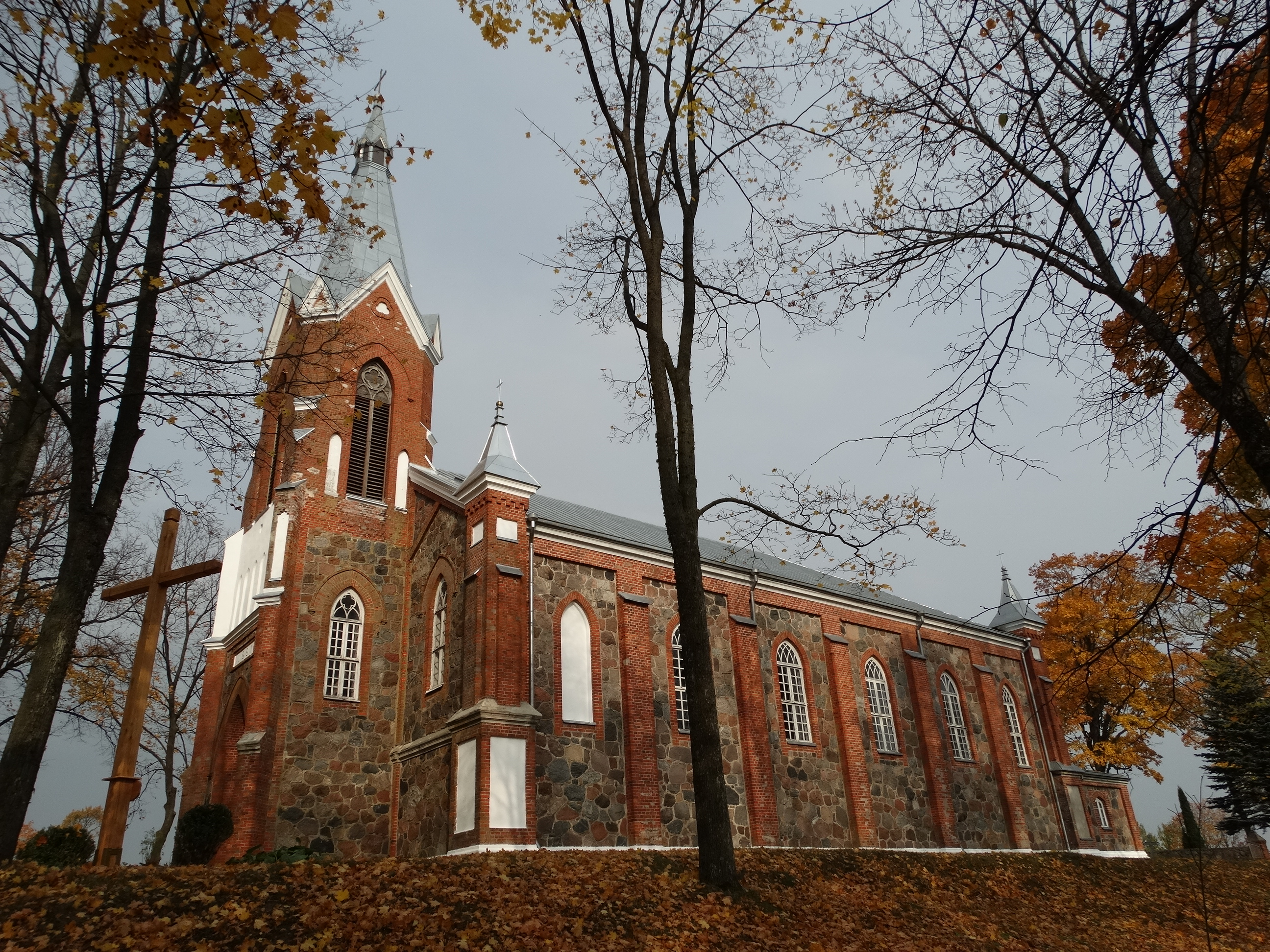